# 黄芪单囊壳
黄芪单囊壳（学名：Sphaerotheca astragali var. astragali）是属于白粉菌目白粉菌科单囊壳属的一种真菌，寄生在豆科植物上。该种分布于中国、瑞典。